# Фридрих III (герцог Верхней Лотарингии)
Фри́дрих (Ферри, Фредери́к) III (фр. Frédéric III, нем. Friedrich III; около 1017, неизвестно — 22 мая 1033, неизвестно) — граф Бара и герцог Верхней Лотарингии с 1026/1027, сын Фридриха II, герцога Верхней Лотарингии, и Матильды, дочери Германа II, герцога Швабии.

## Биография
Дата рождения Фридриха III неизвестна, он мог родиться между 1012 и 1015, или же около 1020 года. Его отец Фридрих (Ферри, Фредерик) II, возможно, умер раньше, чем дед Фридриха Тьерри (Дитрих) I, который скончался в 1026 или 1027 годах. В 1027 году несовершеннолетний Фридрих стал герцогом Верхней Лотарингии. О его правлении практически ничего не известно, также как и имя его регента. 6 сентября 1032 года Фридрих был облечен полномочиями главы администрации герцогства. Но уже через год, в мае 1033 года бездетный Фридрих III скончался, возможно так и не достигнув совершеннолетия.
Двух его сестер, Софию и Беатрис взяла под опеку их тетка Гизела Швабская. София унаследовала графство Бар, а Верхняя Лотарингия была передана мужем Гизелы, императором Конрадом II, герцогу Нижней Лотарингии Гозело (Гоцело) I. Таким образом, Лотарингия была вновь объединена в единое герцогство.